# Distretto di Sidi Ali Boussidi
Il distretto di Sidi Ali Boussidi è un distretto della provincia di Sidi Bel Abbes, in Algeria.

## Comuni
Il distretto di Sidi Ali Boussidicomprende 4 comuni:
- Sidi Ali Boussidi
- Aïn Kada
- Lamtar
- Sidi Daho des Zairs